# چیه‌لی
شیه‌لی یا چیه‌لی (قزاقی: Шиелі، شيەلى)  یک منطقهٔ مسکونی در قزاقستان است که در استان قزل‌اوردا واقع شده‌است

## وجه تسمیه
در زبان قزاقی و سایر زبان‌های ترکی (مخصوصا ترکی قبچاقی) واژهٔ «چیه» به در فارسی به معنای آلبالو می‌باشد. این واژه، در تلفظ قزاقی به صورت «شیه» در می‌آید.
نام این شهرک متشکل از واژهٔ «چیه» و پسوند «ـلی» به معنای دارا بودن است. در نتیجه، نام این شهرک، «چیه‌لی» و به معنای منطقهٔ پر-آلبالو می‌باشد.